# 日本理化学工業
日本理化学工業株式会社（にほんりかがくこうぎょう）は、チョークをはじめとする文房具・事務用品の製造販売を行う企業。知的障害者の雇用に力を入れていることでも知られる。

## 概要
1937年2月大山要蔵によって設立。1960年3月に障害者雇用を始め、現在に至るまで障害者雇用を続けている（後述）。主に白墨関連の商品を取り扱い、現在は勿論、当時白墨業界で有名として誇られていた羽衣文具に勝る日本一の共有率を占めている。羽衣文具が蛍光色や色覚障害者対応色の白墨を新たに生み出していく中で、同社も負けじと蛍光色や色覚障害者対応色の製造に力を入れている。
因みに、同社の代表商品である「ダストレスチョーク」と不二白墨製造所の商品「ダートレスチョーク」は発音的には似ているが全く別の商品である。ダスト・レス＝粉が少ない、ダート・レス＝汚れが少ない。

## 主な製品

ダストレスチョーク

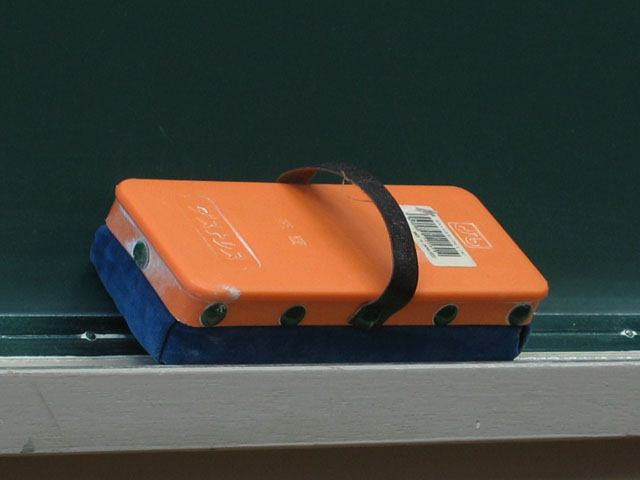
ダストレスラーフル

- ダストレスチョーク
- ダストレスラーフル（黒板消し）
- キットパス（固形マーカー）
- ラインパウダー
- 工事現場向け耐水チョーク

## 沿革
- 1937年2月 - 東京都大田区蒲田にて、日本理化学工業株式会社設立。代表取締役社長、大山要蔵。
- 1960年3月 - 障害者雇用開始。
- 1962年7月 - 大山はな、代表取締役に就任。
- 1967年9月 - 北海道美唄市に美唄工場を開設。
- 1974年9月 - 大山泰弘、代表取締役に就任。
- 1975年9月 - 神奈川県川崎市高津区に全国初の心身障害者雇用モデル工場第1号の川崎工場を開設。
- 1977年9月 - 川崎工場が日本工業規格表示許可工場となる。
- 1980年5月 - 医療用具製造工場として許可される。
- 1981年5月 - 美唄工場に心身障害者多数雇用モデル工場開設。
- 2008年2月 - ものづくりブランド300社に入選。
- 2008年4月 - 大山隆久、代表取締役に就任。大山泰弘、会長に就任。
- 2009年10月 - 鳩山由紀夫総理大臣(当時)が工場を視察し、所信表明演説で紹介した[4]。
- 2012年1月 - パリにて、MAISON＆OBJET （en）に初出展。
- 2014年3月 - ダイバーシティ経営企業100選に入選[5]。
- 2017年4月 - 川崎工場が世界自閉症啓発デーに参加[6]。
- 2017年8月27日 - 27時間テレビで紹介された。紹介者は林修[7]。
- 2017年9月2日 - 日本テレビ世界一受けたい授業で紹介された[8]。
- 2023年8月26日 - 日本テレビ24時間テレビ 愛は地球を救う46で当社がドラマ化された（虹色のチョーク 知的障がい者と歩んだ町工場のキセキ）。

## 事業所
- 本社 - 〒145-0066 東京都大田区南雪谷四丁目24番10号
- 川崎工場・営業事務所 - 〒213-0032 神奈川県川崎市高津区久地二丁目15番10号
- 美唄工場 - 〒072-0804 北海道美唄市東明二条3丁目2番10号

## 障害者雇用
1960年に都立青鳥養護学校（現・都立青鳥特別支援学校）卒業の2名の障害者（15歳、17歳）の女性を正社員として雇用し、以後もほぼ毎年障害者の雇用を続け、1975年には全国初の心身障害者雇用モデル工場第1号として川崎工場を開設。1981年には美唄工場も心身障害者雇用モデル工場となった。社長（当時）の大山泰弘や従業員が厚生労働大臣表彰・内閣総理大臣表彰を受けたほか、2005年には日本理化学工業が社団法人日本フィランソロピー協会より、企業フィランソロピー大賞社会共生賞を受賞した。
知的障害者による生産工程のオペレーションのため、制度や工程中に使う治具などに工夫が凝らされている。現在、川崎工場は従業員47名中重度知的障害者22名・軽度知的障害者10名、美唄工場は従業員28名中重度知的障害者13名・軽度知的障害者9名を雇用しており、全員が正社員で、製造部門は知的障害者が主力となっている。障害者雇用率は2013年6月時点で106.5%と算出されている。
なお、1960年に入社した第一期の知的障害者は、60歳の定年を迎えた後も嘱託社員として、それぞれ68歳（53年間）、65歳（48年間）まで勤務していた。

## 受賞

### 叙勲
- 2004年4月　瑞宝単光章　社長大山泰弘

### 大臣表彰
- 1979年9月　労働大臣賞　美唄工場
- 1981年12月　内閣総理大臣表彰　社長大山泰弘　国際障害者年により
- 1989年9月　労働大臣賞　川崎工場
- 1992年12月　内閣総理大臣表彰　勤続41年知的障害社員（川崎工場勤務）
- 2002年8月　厚生労働大臣表彰　勤続33年知的障害社員（美唄工場勤務）
- 2003年9月　厚生労働大臣表彰　社長大山泰弘
- 2007年8月　経済産業省主催第2回ものづくり日本大賞地域貢献賞（北海道経済産業局長賞）　美唄工場
- 2010年10月　農林水産大臣賞　リデュース・リユース・リサイクル推進功労者等表彰[11]
- 2010年12月　第9回バリアフリーユニバーサルデザイン推進功労者　内閣総理大臣表彰（最高賞）[12]
- 2011年11月　文部科学大臣発明奨励賞・実施奨励賞　ホタテ貝殻を活用したダストレスチョーク[13]

### 自治体表彰
- 1972年10月　北海道善行賞　美唄工場
- 2001年7月　川崎市市制77周年表彰　勤続20年以上の川崎工場社員
- 2004年1月　神奈川県優良工場表彰　川崎工場
- 2005年11月　北海道新技術・新製品開発賞奨励賞　美唄工場
- 2009年2月　埼玉県主催第8回渋沢栄一賞　会長大山泰弘[14]
- 2010年11月　川崎市社会功労賞　会長大山泰弘[15]

### 各賞
- 2003年9月　日本障害者雇用促進協会会長表彰　社長大山泰弘
- 2005年2月　第3回企業フィランソロピー大賞特別賞社会共生賞[9]
- 2009年7月　ISOT2009第18回日本文具大賞機能部門グランプリ キットパスきっず12色
- 2009年7月　第3回キッズデザイン賞 キットパスきっず12色
- 2010年10月　第8回勇気ある経営大賞（東京商工会議所主催）
- 2011年12月　第8回エコプロダクツ大賞エコサービス部門審査委員長特別賞（奨励賞）　ホタテ貝殻を活用したダストレスチョーク
- 2015年7月　2015夏の文紙フェアで貼って剥がせるテープ黒板が文紙フェア大賞金賞[16]
- 2016年3月　第6回「日本でいちばん大切にしたい会社」大賞　[17]

## テレビ番組
- 日経スペシャル カンブリア宮殿 「障害者に働く喜びを」（2008年11月3日、テレビ東京）- 出演：日本理化学工業 大山泰弘[18]。

## 書籍

### 関連書籍
- 『働く幸せ 仕事でいちばん大切なこと』（著者:大山泰弘）（2009年7月25日、WAVE出版）ISBN 9784872904192
- 『障害者が輝く組織 いい会社って何だろう』（著者:高嶋健夫）（2010年11月19日、日本経済新聞出版社）ISBN 9784532316600
- 『利他のすすめ チョーク工場で学んだ幸せに生きる18の知恵』（著者:大山泰弘）（2011年4月22日、WAVE出版）ISBN 9784872905083
- 『多様性社会の再生 被災地の現実 障がい者の働く現場』（編者:游学社 フリーハンディキャップ協会）（2011年8月1日、游学社）ISBN 9784904827062
- 『人生とは、人の役に立つこと 働くしあわせ』（著者:大山泰弘）（2015年4月30日、WAVE出版）ISBN 9784872909630
- 『日本でいちばん温かい会社 働く幸せを感じて生きていますか？』（著者:大山泰弘）（2016年4月21日、WAVE出版）ISBN 9784872907971
- 『虹色のチョーク 働く幸せを実現した町工場の奇跡』（著者:小松成美）（2017年5月19日、幻冬舎）ISBN 9784344979048
  - 『虹色のチョーク 働く幸せを実現した町工場の奇跡』（著者:小松成美）（2020年4月8日、幻冬舎 幻冬舎文庫）ISBN 9784344429642
- 『「働く幸せ」の道 知的障がい者に導かれて』（著者:大山泰弘）（2018年3月22日、WAVE出版）ISBN 9784866211435

## 関連作品
舞台
- 幸福な職場（脚本・演出：きたむらけんじ、2009年・2017年） - 日本理化学工業が知的障害者の雇用を取り入れた話を舞台化した作品[19]

テレビドラマ
- 虹色のチョーク 知的障がい者と歩んだ町工場のキセキ（2023年・24時間テレビ 愛は地球を救う46SPドラマ、道枝駿佑主演）